# Gobiatherium
Gobiatherium  ou Gobiaterio foi um dos últimos Uintatheriidae do Eoceno. O seu nome significa "besta do deserto de Gobi, pois era aí o seu território, na Mongólia. Contrariamente aos seus parentes Norte-Americanos, o Gobiatherium não tinha dois cornos nem caninos semelhantes a presas. Em vez disso possuía grandes maçãs do rosto e um focinho quase esférico. 
Devido à falta de características da família Uintatheriidae que este animal apresenta, alguns especialistas preferem-no qualificar como sendo da família "Gobiatheriidae".